# Hugo Sebelius
Hugo Leonard Sebelius, född 31 januari 1892 i Halmstad, död 28 maj 1975, var en svensk kemist.
Hugo Sebelius var son till lantbrukaren Johannes Svensson och Johanna Kristina Persdotter-Sebelius. Han avlade studentexamen i Halmstad 1912 och studerade därefter vid Lunds universitet där han blev filosofie kandidat 1916, filosofie magister samma år, filosofie licentiat 1921 och filosofie doktor 1928. Sebelius var amanuens vid kemiska institutionen i Lund 1917–1921, tillförordnad laborator i kemi där 1921–1924 samt tillförordnad professor i kemi 1924 och docent 1928–1936. Därutöver var han tillförordnad professor i kemi och geologi vid Alnarps lantbruks- och mejeriinstitut i omgångar 1929–1933 samt assistent vid Malmöhus läns hushållningssällskaps kemiska station i Alnarp 1929–1932 samt föreståndare där 1932–1936. Sebelius blev föreståndare för Kemiska stationen i Örebro 1936 och för den nyinrättade Statens lantbrukskemiska kontrollanstalt 1939 samt utnämndes till professor 1945, en post han innehade till 1957.. Han utgav en rad skrifter inom organisk kemi och lantbrukskemi. Särskilt märks hans doktorsavhandling från 1928, Zur Kenntnis der Laktone, namentlich ihrer Hydrolyse.